# Pazos
O sobrenome Pazos é originário da Galiza, na Espanha. Presente hoje na Península Ibérica e também na América Latina.

## Significado
O vocábulo pazo (em português: paço) é um cognato de palácio, pois procede do latim palatiu(m).
Com esse vocábulo -embora mais correntemente utilizada em sua forma plural, los pazos-, se denomina na Galiza à habitação fidalga de caráter suntuoso. Existem exemplos mais antigos, este tipo de construção se difunde uma vez concluídas nas escaramuças senhoriais do século XV, quando a nobreza suplanta a torre -de caráter eminentemente defensivo- nos mais confortáveis paços, algumas vezes anexado à velha torre. Como residência das famílias nobres os pazos se encontram habitualmente brasonados.
Corresponde a um tipo de arquitetura própria do âmbito rural, conforme o caráter rural da antiga nobreza, também existem exemplos urbanos.
O significado do sobrenome seria palacios (em português: palácios), ou em algumas de suas variantes, del palacio (em português: do palácio).

## Sobrenome toponímico
Este sobrenome é considerado de caráter toponímico.
O pazo dá lugar a numerosos topônimos galegos, tais como Pazos de Borbén, Pazos de Borela ou Pazos de Reis, três localidades da província de Pontevedra. No entanto nem sempre existe constância de que algum pazo havia dado origem ao topônimo, isso levanta uma questão, questionando o caráter toponímico do sobrenome.
Por sua vez estes topônimos -ou o pazo mesmo- dão lugar a vários antropônimos, tais como Pazos (palácio) mas torna-se indiscutível o sobrenome toponímico em uma de suas diversas variantes, tal como Dopazo (em espanhol: del palacio, em português: do palácio).
Estes antropônimos voltam a ser novamente topônimos em algumas localidades americanas, como é o caso de Pazos Kanki, localidade da Província de Buenos Aires, Argentina, que relembra a memória de Vicente Pazos Kanki, sacerdote superior peruano que teve participação na Revolução de Maio, ou em ruas da cidade de Buenos Aires, como José Pazos, rua que homenageia um militar morto durante as Invasões Inglesas, ou José Barros Pazos, jurista e reitor da Universidade de Buenos Aires.

## Variantes
- A forma mais difundida é o plural Pazos. Na Espanha levam o sobrenome Pazos 11.129 pessoas.
- A forma singular Pazo tem menor difusão. Na Espanha levam o sobrenome Pazo 2.120 pessoas.
- A forma Dopazo (do palácio) resulta em 1.985 pessoas na Espanha.
- A forma Opazo (o palácio) é a menos difundida; resultando em 303 pessoas.

## Distribuição
Pela distribuição geográfica do sobrenome se deduz que se trata de um sobrenome eminentemente galego, apesar de só 0,5436% da população galega levar este sobrenome.
Residem na Galiza:
- 67% das pessoas que na Espanha, levam o sobrenome Pazos.
- 62% das pessoas que na Espanha, levam o sobrenome Pazo.
- 78% das pessoas que na Espanha, levam o sobrenome Dopazo.
- 39% das pessoas que na Espanha, levam o sobrenome Opazo.

### Pazos (Palacios)
Os 62% dos que possuem o sobrenome Pazos se concentram nas províncias da Corunha (32%; 3.573 pessoas) e Pontevedra (30%; 3.339 pessoas). Considerada a população de cada província os denominados Pazos de Pontevedra representam 3,799 mil superando a Corunha, em que os Pazos representam 3,296 mil. Os municípios com maior concentração são Pontevedra (1.412 indivíduos) e a Corunha (1.177 indivíduos). Cotobade registra a maior concentração percentual de Pazos, cerca de 80%, e possivelmente se encontre lá uma das origens primitivas deste sobrenome. 
É notável a pouca presença do sobrenome em Ourense (4%, 453 indivíduos) e sua irrelevância em Lugo (1%; 128 indivíduos), em ambos casos inferior a de outras províncias não-galegas (Andaluzia 8%, 979 pessoas; Comunidade de Madri 4%, 512 pessoas), às que haviam chegado com a emigração

### Pazo (Palácio)
A forma Pazo resulta em 2.120 indivíduos na Espanha, dos quais 50% residem em Pontevedra, 10% na Corunha e 2% em Ourense. Em Lugo sua presença é irrelevante.

### Dopazo (Do Palácio)
A forma Dopazo resulta em 1.985 pessoas na Espanha, dos quais 78% na Galiza, 36% em Pontevedra, 24% na Corunha e 16% em Ourense. Também é irrelevante sua presença em Lugo.

### Opazo (O Palácio)
A forma Opazo resulta em apenas 303 pessoas, 38% em Ourense, 1% na Corunha porém 8% em Estremadura. Por sua escassa presença em outras províncias, galegas e não-galegas, esta forma poderia ser de origem ourensano, talvez diferente das outras variantes com uma forte presença em Pontevedra.